# بناويلة كوتشك
بناويلة كوتشك هي قرية في مقاطعة سردشت، إيران. يقدر عدد سكانها بـ 258 نسمة بحسب إحصاء 2016.